# Михаил Цирлис
Михаил Цирлис (на гръцки: Μιχαήλ Τσίρλης) е гъркомански революционер от влашки произход, деец на Гръцката въоръжена пропаганда в Македония от началото на XX век.

## Биография
Михаил Цирлис е роден в леринското село Невеска, тогава в Османската империя. Негов брат е Николаос Цирлис, активен участник на гръцкото движение в Македония през XIX век и ръководител на местния революционен гръцки комитет. Михаил Цирлис завършва медицина и се включва в гръцката пропаганда в Македония като агент от първи ред. Член е на местния гръцки комитет и на селския съд, имащ правомощия да налага санкции и глоби на провинилите се. По нареждане на Хилми паша, който разкрива участието му в революционната организация, е изпратен в Костур, където всеки ден трябва да се отчита пред местния мюдюрин. Заради активното си участие срещу румънската пропаганда в Македония е осъден и изпратен в затвора в Лерин. Умира през 1943 година в концентрационния лагер „Дахау“.